# ヘモグロビンA1c
ヘモグロビンA1c（ヘモグロビンエイワンシー; Hemoglobin A1c; HbA1c）は、グリコヘモグロビンのうち、ヘモグロビンのβ鎖のN末端にグルコースが結合した糖化蛋白質である。「糖化ヘモグロビン」と呼ばれることもある。世界保健機関が推奨する基準値は、48 mmol/mol以下。

## 概要
成人の血中ヘモグロビンの組成は、約90%がヘモグロビンA0（α鎖2本とβ鎖2本からなる成人型ヘモグロビン）、約7%がヘモグロビンA1（ヘモグロビンA0のβ鎖にグルコースやリン酸化糖などが結合したもの）、約2%がヘモグロビンA2（α鎖2本とδ鎖2本）、約0.5%がヘモグロビンF（α鎖2本とγ鎖2本からなる胎児型ヘモグロビン）である。このうちヘモグロビンA1は、β鎖に結合した糖の種類によってさらにA1a1、A1a、A1b、A1cなどに分画されるが、最も多いものがA1c分画であり、総ヘモグロビンの約4%を占める。
ヘモグロビンへのグルコースの結合は、ヘモグロビンのアミノ基の窒素が持つ非共有電子対がグルコースのアルデヒド基の炭素を求核攻撃することにより進行する。このうち、成人のヘモグロビン(ヘモグロビンA)におけるβ鎖N末端のバリンとグルコースが結合したものがヘモグロビンA1cであり、安定で糖化ヘモグロビンの中でも大きな割合を占めるため、糖化ヘモグロビンの指標として用いられる。

## 指標
1カ月から2カ月間の平均血糖値が判る。この反応は非酵素的におこるため、ヘモグロビンA1cのヘモグロビンに対する割合は血中グルコース濃度（血糖値）に依存し、糖尿病治療における血糖コントロールの指標として用いられる。個人の年齢や脾臓の状況によるがヘモグロビンの生体内における平均寿命は約90～120日であり、ヘモグロビンA1cのヘモグロビンに対する割合は、過去その期間の血糖値の指標となる。実際には、その期間に数日でも極めて血糖が高い期間があると、データはかなりその短期間の糖化に強く影響を受ける。また、異常ヘモグロビンを有していると、検査値が異常となる。従ってHbA1c 単独で、糖尿病の確定診断に用いることはない。
高値
1. 高血糖の持続 : 糖尿病、甲状腺機能亢進症、副腎皮質機能亢進症、副腎髄質機能亢進症などの内分泌異常疾患、一部の肝疾患など[4]
2. 異常ヘモグロビン症[2][5]

低値
1. 低血糖の持続 : インスリノーマ、血糖コントロールが厳しすぎる患者など[4]
2. 血液寿命の短縮 : 溶血性貧血、悪性貧血、腎不全などの血球寿命の短縮する疾患、大量出血あるいは栄養不足[4]
3. 異常ヘモグロビン症[6]

## 日本での問題点
日本では日本糖尿病学会(Japan Diabetes Society; JDS)により、検査の標準化が行われていた。しかし世界では、アメリカ合衆国の National Glycohemoglobin Standardization Program; NGSP が国際標準で採用されており、日本独自のものとなっていた。2012年4月より、日本でも臨床検査標準化についてはNGSPを用いることが決定し、臨床検査に用いられている。しかしこの時点では、特定健診・特定保健指導では、JDSを継続使用することとなっており、ダブル・スタンダードとなっていた。
HbA1c(%, NGSP)=HbA1c(%, JDS) X 1.02 + 0.25
HbA1c(%, JDS)=HbA1c(%, NGSP) X 0.98 - 0.245
HbA1c(JDS) が 5.0% ～ 9.9% の間であれば、0.4% を加えると、NGSP値に換算できる。
2014年4月1日より、「国際標準値」（NGSP相当）ではなく正式に「NGSP値」と呼ぶことになった。今後の運用方法は、
1. 日常臨床においてはNGSP値を用い「HbA1c」と表記する。後ろに「（NGSP）」を記入しない。
2. 特定健診・特定保健指導においては、受診者への結果通知および医療保険者への結果報告のいずれにおいてもNGSP値のみを用いる。
3. 検査項目の表示や印字の文字数制限があり、HbA1c(JDS)を「HbA1c」としている場合、HbA1c(NGSP)についてのみ「A1C」とするなど、簡便に判別できるようにする。

## 糖尿病の治療における血糖コントロール目標値
2013年5月に開催された第56回日本糖尿病学会年次学術集会にて、“熊本宣言2013”が採択された。
この中で学会は、以下の目標値を定めている。
1. 血糖正常化を目指すときの目標値（正常値）：6.0%未満（NGSP 以下同じ）
2. 合併症を予防するための治療目標値：7.0%未満
3. 有害事象等により治療強化が困難な場合の目標値：8.0%未満

このうち 3.は“治療強化が困難な際に限り8.0%未満”とされており、基本的な治療目標は7.0%未満である。